# Lei do empregado doméstico
Lei do empregado doméstico, 5  859 är en lag som Brasilien klubbade igenom 1972, och som reglerar husligt anställdas löner samt kräver att arbetsgivaren betalar ut sociala avgifter, semesterersättning och ger den anställde fackliga rättigheter.
Om arbetsgivaren inte följer bestämmelserna finns en särskild lucka vid arbetsdomstolen där hembiträdet kan anmäla sin arbetsgivare. Arbetsgivaren brukar förlora målen.
Brasilianska hembiträden har numera därmed lika stor rätt till socialförsäkring och pension som andra arbetare.

### Fotnoter
1. ↑  Henrik Jönsson (13 november 2006). ”Förlåt, farmor – jag har hembiträde!”. Sydsvenskan. https://www.sydsvenskan.se/2006-11-13/kronika-forlat-farmor--jag-har-hembitrade. Läst 28 februari 2012.